# Zuiszen-dzsi
A Kinbjózan Zuiszen-dzsi (japánul: 錦屏山瑞泉寺) a Rinzai buddhista szekta temploma, amely Nikaidói Momidzsigajacu (japánul: 紅葉ヶ谷)  völgyében, Kamakura közelében, Japánban található. A Muromacsi-kor idején Kamakurát irányító kantó kubó Asikaga klán családi temploma volt. Az ötből négy kubó itt nyugszik egy temetőben, amely a nyilvánosság elől zárva van. Az első kubó Asigaka Motódzsit a Zuiszen-dzsi-den (japánul: 瑞泉寺殿) névvel is illeték. A zen buddhizmus egyik kiemelkedő alakja, aki költő és zen kerttervező is volt egyben, Muszó Szoszeki (Muszó Kokusi néven is ismert szerzetes) tervezte a templomot, amely egy elszigetelt domb tetején található. Híres kertjei, növényei szépsége és mennyisége miatt már az ókortól kiérdemelte a Virágok Temploma (japánul: 花の寺) nevet. A templom Dzsiszó Boszacu tiszteletére épült.

## Története
Muszó Soszeki nem csak a templomot megalapító szerzetes volt, hanem annak a főtervezője is. A támogatója Nikaidó Dóun, Kai város (a mai Jamanisi prefektúrában) ura volt, ahol Muszó a fiatal éveit töltötte. A Dóun család neve eredetileg Fudzsivara volt, de később megváltoztatták Nikaidóra, mert a családi villájuk Nikaidóban volt. Valószínűleg azért segítettek Muszónak, mert a templom a család területén lett megépítve.
Muszó, aki az élete során olyan hatalmas személyeknek, mint Go-Toba császár, a kilencedik sikken Hódzsó Szadatoki vagy a tizenegyedik sikken Hódzsó Takatoki támogatását élvezte, azért választotta ezt a területet, mert ideálisnak gondolta egy zen templom számára. 1326-ban elköltözött a Nanpó-in templomból (amely az Engaku-dzsi közelében, a Momidzsigajacu völgyében van), hogy az építkezést irányítsa. Az építkezés 1327-ben kezdődött és 1328-re lett kész a Zuiszen-dzsi, amely Kannon istennőnek szánt templomból, egy kilátótoronyból és egy zen kertből állt. A Kamakurai sógunátus bukása után 1333-ban a templom az Asikaga család védelme alá került. Az első kantó kubó, Asikaga Motóudzsi (Asikaga Takaudzsi fia) úgy döntött, hogy nyughelyéül választja, amellyel egy temetkezési hagyományt kezdett el. 1386-ban elsőnek jelölték a Kantó Dzsisszecu templomcsoport közé, amely a második ága az öt hegy rendszernek. A hatalma csúcspontján számos melléktemploma volt, mint például Asikaga Takaudzsi anyja vagy Asikaga Motóudzsi tiszteletére épült templomok, azonban egyikük se maradt fenn. A Zuiszen-dzsi összegészében az "öt hegy irodalom" fejlődésének fontos központja volt, ahol olyan személyek éltek és alkottak, mint Gidó Súsin.
Az Edo-kor idején Tokugava Micukuni restauráltatta a templomot és egy fa ezerkarú Kannon szobrot (aki a megbocsátás istennője), adományozott a Zuiszen-dzsinek. A kilátó toronyban állították ki, s az ezerkarú Kannont szánták az imádat fő tárgyának. A Sinpen Kamakurasi, egy 1685-ből származó turista könyv Kamakuráról, amely Tokugava Micukuni megbízására készült, nagy hatással volt a város történelmére. A kilátótoronynál írta Kavai Cunehisza, Macumaru Kijojuki és Rikísi Tadakazu a könyvet.
A Zuiszen-dzsi eredeti épületei, mint a japán épületek többsége, elpusztult, de a Kannon szobor fennmaradt és jelenleg a templom főcsarnokában található.

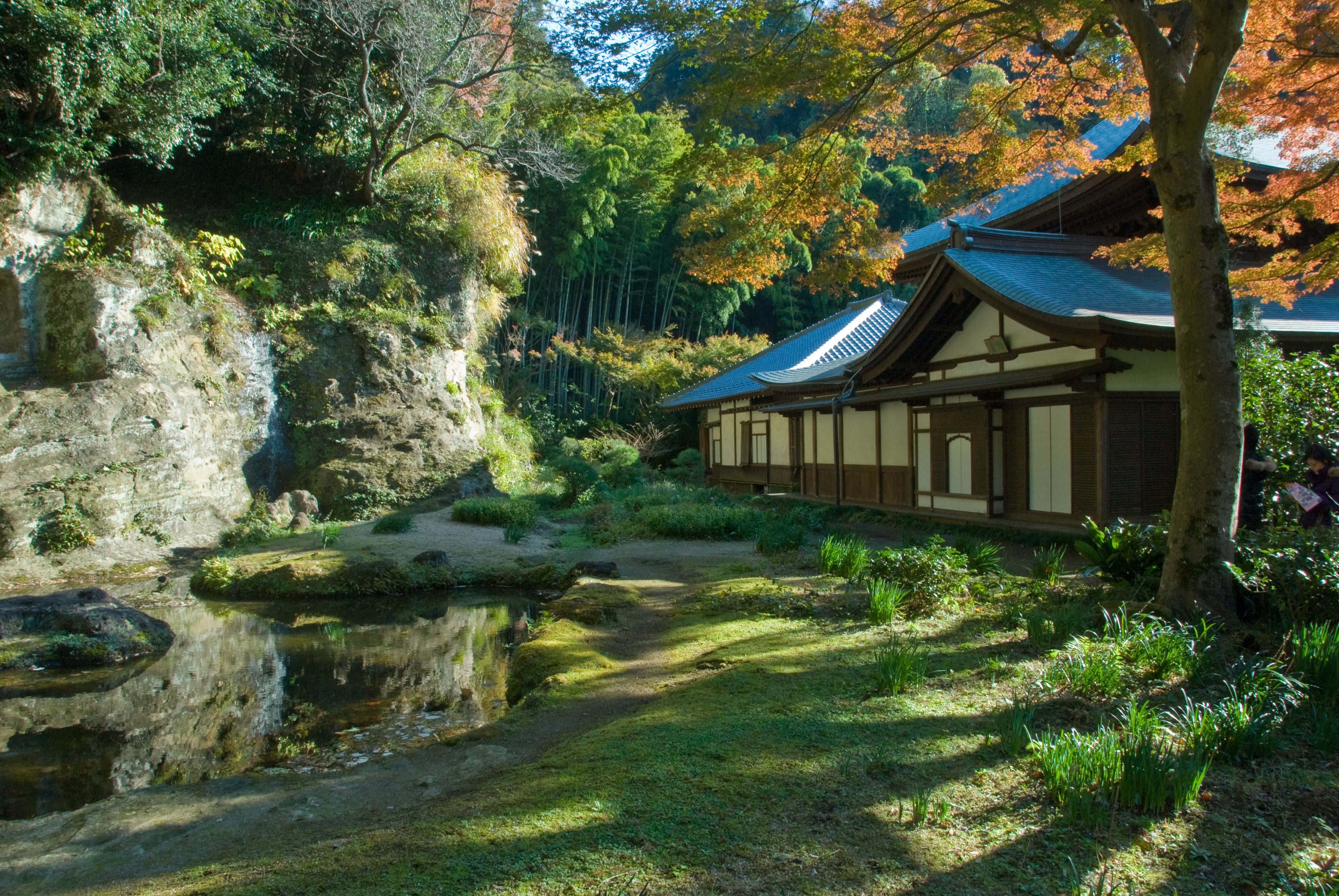
A zen kőkert a tóval és a főcsarnokkal

## Jóan-dzsi
A keskeny út, amely jobbra kanyarodik a jegypénztárnál, egy sztéléhez vezet, amely azt a helyet jelöli, ahol az egykori Jóan-dzsi templom állt. Amikor a kantó kubó Asikaga Udzsimicu 1398 január elsején meghalt, akkor a Jóandzsi Hekizan Zenkó posztumusz nevet kapta. A fia Micukane építette ezt a templomot, amely az apja nevét viseli. A templom osója, Dombo Usúó, Muszó Szoszeki követője volt. A templom ott állt, amikor a negyedik kubó, Asikaga Mocsiudzsi (Udzsimicu leszármazottja) fellázadt a sógunátus ellen. 1439-ben az utolsó erejével Asikaga Josinori sógun ellen vezette a haderejét, de vesztett. Szeppukut hajtott végre magán, hogy elkerülje a fogsásba esés szégyenét. Mocsiudzsi a másik három kubóval együtt a Zuiszen-dzsiben található temetőben nyugszik. A Jóan-jit felgyújtották és soha nem építették újjá.

## A templom
Az ösvény a templomhoz egy dombon át vezet és kettéágazik. A jobb oldali ösvény az eredeti, Muszó Szoszeki által tervezett épülethez vezet, és az elején egy barna kőoszlop áll, amely a templom emlékét őrzi.

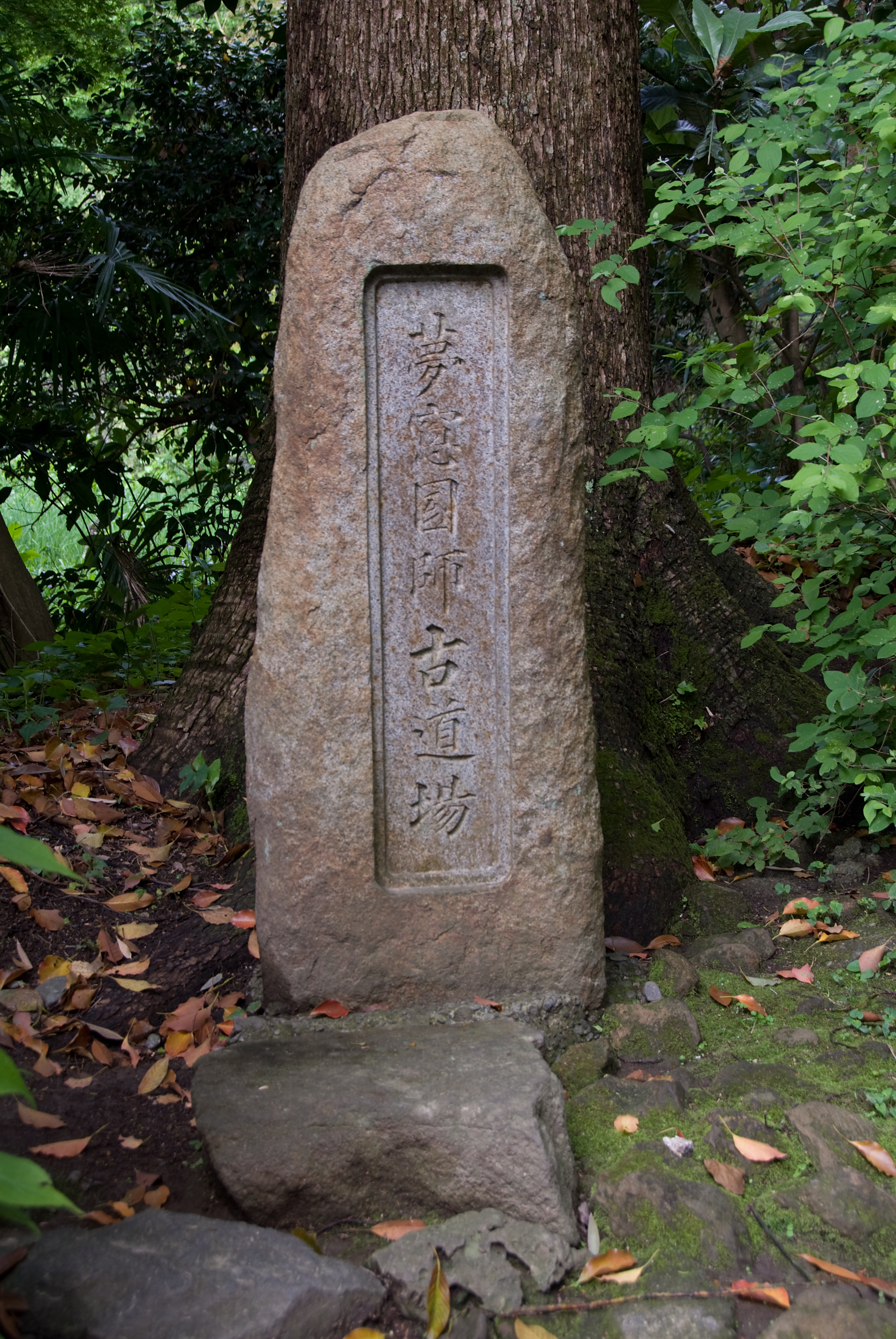
A kőtábla Muszó Szoszeki régi ösvényén

Jelenleg a templomegyüttese viszonylag kicsi, az épületei újak, a kjakuden (fogadócsarnok) kivételével, amelyet a korai Edo-korban építettek és Jokohamai Kinzó-inből hoztak ide 1963-ban. A Henkai Icsirantei kilátótoronyot eredetileg Muszó Szoszeki építette, ahonnan lehet látni a Fudzsit, a zen kőkert után található és zárva van a látogatók elől.
A templom mögött körülbelül 80 jagurából álló csoport van, amelyek Kamakurára jellemző barlangokba vájt cellák.
A főépület mögött található a zen kőkert is, amelyet szintén Muszó Szoszeki tervezett, egy tóból és a rajta átívelő hídból, egy vízesésből, egy kis szigetből és egy barlangból áll. Régebben a kőkertet növények vették körül, de azokat eltávolították 1969-ben, hogy létrehozzák a jelenlegi környezetet, amely hűen tükrözi az eredeti kert mintáját. A távolból látható lépcsők a Henkei Icsiranteihez vezetnek. A zen kert extrém egyszerűsége kontrasztban áll a fő csarnok előtti kerttel, amelyet Kamakura legszebb kertjének tartanak számon.
A templom temetője számos híres ember nyughelye.

## Fordítás
- Ez a szócikk részben vagy egészben  a   Zuisen-ji című angol Wikipédia-szócikk ezen változatának fordításán alapul.  Az eredeti cikk szerkesztőit annak laptörténete sorolja fel. Ez a jelzés csupán a megfogalmazás eredetét és a szerzői jogokat jelzi, nem szolgál a cikkben szereplő információk forrásmegjelöléseként.